# Liste der Baudenkmale der Außenbezirke der Stadt Cuxhaven
Die Liste der Baudenkmale der Außenbezirke der Stadt Cuxhaven enthält alle Baudenkmale der Außenbezirke Altenbruch, Altenwalde, Berensch, Döse, Duhnen, Franzenburg, Groden, Lüdingworth und Stickenbüttel der Stadt Cuxhaven. Die Baudenkmale der Stadt Cuxhaven befinden sich in der Liste der Baudenkmale in Cuxhaven. Der Stand der Liste ist der 27. November 2023. Die Quelle der Baudenkmale ist der niedersächsische Denkmalatlas.

## Altenbruch

### Gruppe: Wohnhäuser Altenbrucher Bahnhofstr.
Die Gruppe hat die ID 40683245. Kleine Backsteinbauten mit Vorgärten auf der Westseite der Altenbrucher Bahnhofstraße. Erbaut um 1900.

| Lage                                                       | Bezeichnung | Beschreibung | ID       | Bild |
| ---------------------------------------------------------- | ----------- | --- | -------- | ---- |
| Altenbrucher Bahnhofsstraße 19 53° 49′ 35″ N, 8° 46′ 32″ O | Wohnhaus    | Traufständiger eingeschossiger Backsteinbau unter ziegelgedecktem Satteldach, mit straßenseitigem zweigeschossigem Seitenrisalit unter Krüppelwalmdach. Fassaden mit Putzdekor gestaltet. Erbaut um 1900. Mit schmalem Vorgarten.                         | 12090508 |      |
| Altenbrucher Bahnhofsstraße 21 53° 49′ 35″ N, 8° 46′ 32″ O | Wohnhaus    | Traufständiger eingeschossiger Backsteinbau unter ziegelgedecktem Satteldach, mit straßenseitigem zweigeschossigem Seitenrisalit unter Satteldach. Fassaden mit Putzdekor gestaltet. Erbaut um 1900. Mit schmalem Vorgarten.                              | 12090521 |      |
| Altenbrucher Bahnhofsstraße 23 53° 49′ 36″ N, 8° 46′ 32″ O | Wohnhaus    | Traufständiger eingeschossiger Backsteinbau unter ziegelgedecktem Satteldach, mit straßenseitigem zweigeschossigem Seitenrisalit unter Satteldach mit Freigespärre. Fassaden mit Putzdekor gestaltet. Erbaut um 1900. Mit schmalem Vorgarten.             | 12090534 |      |
| Altenbrucher Bahnhofsstraße 25 53° 49′ 36″ N, 8° 46′ 33″ O | Wohnhaus    | Traufständiger eingeschossiger Backsteinbau unter ziegelgedecktem Satteldach, mit straßenseitigem zweigeschossigem Seitenrisalit unter Satteldach. Fassaden mit Putzdekor gestaltet. Erbaut um 1900. Mit schmalem Vorgarten.                              | 12090547 |      |
| Altenbrucher Bahnhofsstraße 27 53° 49′ 37″ N, 8° 46′ 33″ O | Wohnhaus    | Traufständiger eingeschossiger Backsteinbau unter ziegelgedecktem Satteldach, mit straßenseitigem zweigeschossigem Seitenrisalit unter Krüppelwalmdach. Fassaden verputzt und zusätzlich mit Putzdekor gestaltet. Erbaut um 1900. Mit schmalem Vorgarten. | 12090560 |      |

### Gruppe: St. Nicolaikirche Altenbruch
Die Gruppe hat die ID 40683226. Kirchplatz mit Kirche, freistehendem Glockenturm, baumbestandenen Kirchhof und Pfarrhaus.

| Lage                                         | Bezeichnung | Beschreibung | ID       | Bild           |
| -------------------------------------------- | ----------- | --- | -------- | -------------- |
| Bei den Türmen 53° 49′ 26″ N, 8° 46′ 20″ O   | Kirche      | Langgestreckte Saalkirche aus Feldsteinen unter ziegelgedecktem Satteldach mit langgestrecktem Choranbau unter Mansarddach in Ziegeldeckung und riegelartiger Turmfassade mit zwei mächtigen kupfergedeckten Pyramidenhelmen. Im Kern erbaut um 1200, im 15. Jahrhundert Ausbesserungen in Backstein, Erhöhung des Westbaus und Neubau eines rechteckigen Hallenchores, der 1727–28 durch den heutigen Chor ersetzt wurde; die spätgotischen Fundamente von 1494 sind erhalten. Der querrechteckige, nicht untergliederte Unterbau des Westbaus aus Feldstein, vom ersten Geschoss an Unterteilung in zwei Türme, die steilen Dächer wurden 1851 (a) erneuert. An den Längswänden des Schiffes beiderseits der Eingänge lagerhaftes Feldsteinmauerwerk mit kleinen Rundbogenfenstern erhalten, die Gewände aus Tuff, die übrigen Öffnungen nachträglich vergrößert. Im Inneren ehemals flach gedeckt (drei Balken der einstigen Flachdecke im Schiff als Ankerbalken belassen), seit 1728 oberer Raumabschluss durch eine weite verputzte Brettertonne. Abgrenzung des Altarraumes durch hölzerne Schranken mit eingebauter Kanzel und angefügten Priechen von 1709 (i) und 1712 (i). Mittelalterliche Ausstattung erhalten (Taufkessel des 14. Jahrhunderts, Triumphkreuz um 1500, Flügelaltar um 1520)(Bremer Werkstatt), ebenso reiche Ausstattung des 16.-18. Jahrhunderts; Orgel auf der Westempore von 1730 (i) von J.H. Klappmeyer, Orgel von 1497/98, später ergänzt. Statue des heiligen Nikolaus aus Sandstein in der Nische in der Ostwand des Chores von 1727/28; Sonnenuhr von 1788 (i). | 12086653 | Weitere Bilder |
| Bei den Türmen 53° 49′ 25″ N, 8° 46′ 19″ O   | Kirchhof    | Baumbestandene Grünanlage um die Kirche; früher als Friedhof genutzt. | 12086679 | BW             |
| Bei den Türmen 53° 49′ 26″ N, 8° 46′ 18″ O   | Glockenturm | Holzkonstruktion auf Backsteinsockel, unter 24-seitigem kupfernem Zeltdach; Fassaden bretterverschalt. Erbaut 1642. | 12086354 |                |
| Bei den Türmen 1 53° 49′ 24″ N, 8° 46′ 18″ O | Pfarrhaus   | Langgestreckter Fachwerkbau mit massiven, aus Backstein aufgemauerten Giebelwänden. Unter ziegelgedecktem Satteldach. Fachwerkkonstruktion mit profilierten Balkenköpfen. Bauzeitliche Haustür und Fenster erhalten. Erbaut als Pfarrhaus Mitte des 18. Jh.1959 grundlegend renoviert und mit einem Gemeindesaal ausgestattet. | 12088317 |                |

### Gruppe: Friedhofsanlage Friedhofstraße
Die Gruppe „Friedhofsanlage Friedhofstraße“ hat die ID 40683261.

| Lage                                        | Bezeichnung | Beschreibung | ID       | Bild           |
| ------------------------------------------- | ----------- | --- | -------- | -------------- |
| Friedhofsstraße 53° 49′ 39″ N, 8° 46′ 16″ O | Mausoleum   | Zentralbau mit einem von kannelierten Säulen gestützten Gebälk und abschließenden Tambour, unter Kuppeldach. Fassaden verputzt. Erbaut für die Familie Ernst Gehben 1912 auf dem bereits in erster Hälfte 19. Jh. angelegten Friedhof, heute Friedhofskapelle mit 120 Sitzplätzen. | 12086874 | Weitere Bilder |

### Einzelbaudenkmale
| Lage                                                             | Bezeichnung               | Beschreibung | ID       | Bild           |
| ---------------------------------------------------------------- | ------------------------- | --- | -------- | -------------- |
| Altenbrucher Hafen 53° 50′ 9″ N, 8° 46′ 17″ O                    | Leuchtfeuer               | Aus Stahlplatten genieteter Rundturm auf Betonsockel; mit auskragender Leuchtstube unter Zeltdach und umlaufendem Balkon. Höhe 13 Meter, Durchmesser beträgt etwa 4 Meter. Erbaut als Unterfeuer an der Altenbrucher Hafeneinfahrt. Auch als Leuchtturm „Dicke Berta“ bezeichnet, wurde am 25. November 1897 in Betrieb genommen. Zwischen 1915 und 1918 wurde es - aufgrund der Veränderung der Fahrrinne - um einige Meter versetzt und am 2. Mai 1919 wieder eröffnet. Heute Wahrzeichen von Altenbruch, bis 1971 Unterfeuer, bis 1983 Quermarkenfeuer. | 12086809 | Weitere Bilder |
| Strecke von Sandweg bis Bahnhofstraße 53° 49′ 50″ N, 8° 46′ 1″ O | Straße                    | Straßenabschnitt der Alten Marsch vom Sandweg bis zur Bahnhofstraße mit Kopfsteinpflaster aus Granitfindlingen und begleitenden Alleebäumen (Sorbus intermedia). | 12088629 | BW             |
| Altenbrucher Bahnhofsstraße 2 53° 49′ 27″ N, 8° 46′ 25″ O        | Hotel                     | Traufständiger zweigeschossiger Massivbau unter flachgeneigtem Satteldach. Fassaden verputzt mit zeittypischem Putzdekor mit Quaderputz im EG, betonte Horizontalgliederung durch kräftige Gesimse und profilierten Fensterrahmungen, Eingang an Westfassade. Erbaut um 1870. | 12086264 |                |
| Altenbrucher Landstraße 2 53° 48′ 44″ N, 8° 46′ 41″ O            | Wohn-/ Wirtschaftsgebäude | Weit von der B 73 zurückliegender, zu ihr traufständiger Zweiständerbau in Fachwerk mit Backsteinausfachung, unter Satteldach. Gleichmäßiges Fachwerk, bauzeitliche Tür mit Knorpelwerk-Oberlicht in der Nordfassade erhalten. Errichtet 1793 (i), nachträgliche Veränderungen am Wirtschaftsgiebel. Hof mit dem Wohnwirtschaftsgebäude von 1793 an der | 12090664 | BW             |
| Altenbrucher Landstraße 36 53° 48′ 6″ N, 8° 49′ 18″ O            | Wohnhaus                  | Weit von der Straße zurückliegender, zu ihr traufständiger Zweiständerbau in Fachwerk mit Backsteinausfachung, unter Satteldach. Gleichmäßiges Fachwerk, dreifach vorkragender Fachwerk-Wohngiebel, Blockrahmenfenster und bauzeitliche Türen erhalten; unterkellert. Errichtet 1696 (i), erneuert 1854, dabei Wände teilweise massiv ersetzt. | 12090677 | BW             |
| Altenbrucher Landstraße 59 53° 48′ 2″ N, 8° 50′ 39″ O            | Wohn-/ Wirtschaftsgebäude | Weit von der Straße zurückliegender, zu ihr traufständiger Zweiständerbau in Fachwerk mit Backsteinausfachung, unter Satteldach. Gleichmäßiges Fachwerk, bauzeitliche Tür mit Knorpelwerk-Oberlicht in Nordfassade erhalten. Errichtet 1793 (i), nachträgliche Veränderungen am Wirtschaftsgiebel. | 12090690 | BW             |
| Alter Weg 18 53° 49′ 30″ N, 8° 46′ 18″ O                         | Villa                     | Jugendstilvilla von 1908 nach Plänen von Achmet Steinmetz für Ernst-Julius Gehben, Zweigeschossiger Massivbau, unter bewegten ziegelgedeckten Dächern. Fassaden verputzt, im EG teilweise mit rotem Sandstein gestaltet. Zwerchhäuser in Zierfachwerk, an Südostecke Turm mit Haube in grüner Ziegeldeckung. Erbaut 1907/08 (i) durch den Architekten Achmet Steinmetz für Ernst Gehben. Innenausstattung inkl. Glasmalereien erhalten. 1958 verkauft an die Gemeinde, war Rathaus und ist heute Begegnungsstätte.                                         | 12088769 |                |
| Alter Weg 54 53° 49′ 34″ N, 8° 45′ 56″ O                         | Wohnhaus                  | Zweigeschossiger Backsteinbau unter flachgeneigtem Walmdach in Ziegeldeckung. Mit Eckrisalit, abgesetztem Kellergeschoss und einer Säulenveranda mit Balkon im Obergeschoss vor dem östlichen Treppenhaus. Reiche Werksteingliederung, Fenster- und Türeinfassungen akzentuiert durch aufwändige Putzornamentik. Erbaut 1902 (i). | 12088795 |                |
| Alter Weg 54 53° 49′ 33″ N, 8° 45′ 56″ O                         | Einfriedung               | Vorgarten, mit bauzeitlicher schmiedeeiserner Einfriedung zur Straße. | 41401592 |                |
| Lange Straße 18 53° 49′ 19″ N, 8° 46′ 19″ O                      | Wohnhaus                  | Giebelständiger eingeschossiger Backsteinbau mit ausgebautem Drempelgeschoss unter Satteldach in Ziegeldeckung. Fassadengestaltung mit Putzgliederungen und Putzornamenten. Erbaut 1914 (i). | 12090573 | BW             |
| Lange Straße 18 53° 49′ 19″ N, 8° 46′ 19″ O                      | Vorgarten                 | Schmaler Vorgarten zur Straße. | 41018957 | BW             |
| Wehldorfer Straße 44 53° 49′ 23″ N, 8° 47′ 30″ O                 | Wohn-/ Wirtschaftsgebäude | Großes Hallenhaus in Backsteinmauerwerk, unter Satteldach. Wohngiebel in Fachwerk mit Backsteinausfachung. Originale Fenster und Türen erhalten. Erbaut 1803 (i). Wirtschaftsteil zehn Fach lang, Giebel in Backstein; 1949 Verbreiterung der Kübbungen. Haus in Einzellage und von Graben umgeben, alter Baumbestand. | 12090599 | BW             |

## Altenwalde

### Gruppe: Heilig-Kreuz-Kirche Altenwalde
Die Gruppe hat die ID 40683400. Teilweise von einer Feldsteinmauer eingefriedeter Kirchhof mit schlichtem Saalkirchenbau und einigen alten Grabsteinen des 19. Jh.

| Lage                                           | Bezeichnung | Beschreibung | ID       | Bild           |
| ---------------------------------------------- | ----------- | --- | -------- | -------------- |
| An der Kreuzkirche 53° 49′ 22″ N, 8° 39′ 57″ O | Kirche      | Rechteckige Saalkirche aus Backstein, 1790 (i) durch den Hamburger Baumeister Johann August Rothe entworfen, Sockel mit Feldsteinen des Vorgängerbaues aus dem 13. Jh. Backsteinfassaden mit leichten Lisenen und Eckbetonung, Walmdach mit hölzernem Dachreiter, große segmentbogige Fenster. Im Inneren Voutendecke und schlichte Ausstattung, z. T. aus der alten Kirche übernommen. | 12086627 | Weitere Bilder |
| An der Kreuzkirche 53° 49′ 22″ N, 8° 39′ 58″ O | Kirchhof    | Die die Kirche umgebende Grünfläche des ehemaligen Kirch- und Friedhofs mit Feldsteinmauerresten und Grabstellen vornehmlich des 19. Jh. | 12086692 | Weitere Bilder |

## Berensch

### Einzelbaudenkmale
| Lage                                           | Bezeichnung | Beschreibung | ID       | Bild |
| ---------------------------------------------- | ----------- | --- | -------- | ---- |
| Außendeichsgelände 53° 48′ 50″ N, 8° 34′ 46″ O | Grenzstein  | Grenzstein, zeigte die Grenze zwischen Land Wursten und Amt Ritzebüttel, bei Schiffstrandungen wurde festgestellt, wem der Bergelohn zustand. 1587 gesetzter Grenzstein in Situ. Visiert man über den Stein und über die Mündung des Oxter Baches, so ergibt sich im Watt die Grenzlinie zwischen Hamburger und Bremer Gebiet. Heute verläuft hier die Grenze zwischen der Stadt Cuxhaven und der Gemeinde Nordholz im Landkreis Cuxhaven. | 12086380 |      |

## Döse

### Gruppe: Linker Elbdeich
Die Gruppe „Linker Elbdeich“ hat die ID 40684308.

| Lage                                 | Bezeichnung | Beschreibung   | ID      | Bild |
| ------------------------------------ | ----------- | -------------- | ------- | ---- |
| Elbdeich 53° 53′ 16″ N, 8° 40′ 59″ O | Deich       | Elbdeich links | 2090820 |      |

### Gruppe: Fort Kugelbake
Die Gruppe „Fort Kugelbake“ hat die ID 40683435.

| Lage                                       | Bezeichnung | Beschreibung | ID       | Bild           |
| ------------------------------------------ | ----------- | --- | -------- | -------------- |
| Döser Seedeich 53° 53′ 27″ N, 8° 40′ 52″ O | Befestigung | Große Fortanlage von 1869/70 auf der nördlich vorgeschobenen Landzunge bei Döse. Leicht unregelmäßiger fünfeckiger Grundriss („Deutsches Einheitsfort“), umschlossen von einer Grabenanlage, Zugang über eine Brücke an der Südostseite. Die in die Flanken und die stumpfwinklige Front eingebauten Wallkasematten nahmen die Kriegsunterkünfte der Besatzung und die Munitionsmagazine auf. Diese in Backstein aufgeführten ältesten Bauten, deren Räume teilweise mit Tonnen-, teilweise mit Kreuzgratgewölben gedeckt sind, zeigen an der dem Innenhof zugewandten Seite eine schlichte architektonische Gestaltung mit stichbogigen Tür- und Fensteröffnungen. 1885–87 Verstärkung des Forts durch den Bau der Mitteltraverse in den Innenhof hinein, Feuerleitstände schon zu diesem Zeitpunkt in Beton hergestellt, wie darüber hinaus dann auch die späteren Ergänzungen bis hin zu den Betonbunkerbauten aus der Zeit des Zweiten Weltkrieges. | 12093512 | Weitere Bilder |

### Gruppe: Pensionen/Hotels Döser Seedeich
Die Gruppe „Pensionen/Hotels Döser Seedeich“ hat die ID 40684197.

| Lage                                         | Bezeichnung | Beschreibung | ID       | Bild |
| -------------------------------------------- | ----------- | --- | -------- | ---- |
| Döser Seedeich 1 53° 52′ 30″ N, 8° 41′ 35″ O | Wohnhaus    | Zweigeschossiger verputzter Massivbau auf hohem Sockel. Ausgebautes Dachgeschoss, mit Satteldach in Ziegeldeckung. Sparsamer Fassadendekor. Erbaut 1909.                        | 12089470 |      |
| Döser Seedeich 2 53° 52′ 30″ N, 8° 41′ 34″ O | Wohnhaus    | Zweigeschossiger verputzter Massivbau auf hohem Sockelgeschoss. Ausgebautes Dachgeschoss unter Halbwalmdach. Erbaut um 1910. „Hus“ Kick in de See.                              | 12089483 |      |
| Döser Seedeich 3 53° 52′ 30″ N, 8° 41′ 34″ O | Wohnhaus    | Zweigeschossiger verputzter Massivbau auf hohem Sockelgeschoss. Ausgebautes Dachgeschoss unter ziegelgedeckten Mansardflachdach. Sparsamer Fassadendekor. Erbaut 1907.          | 12089496 |      |
| Döser Seedeich 4 53° 52′ 31″ N, 8° 41′ 33″ O | Wohnhaus    | Zweigeschossiger verputzter Massivbau auf hohem Sockel. Gliederung durch Mauerwerkslisenen. Ausgebautes Dachgeschoss unter Walmdach. Erbaut um 1910. Villa Caldera, heute Hotel | 12089509 |      |

### Gruppe: Wohnblocks Gorch Fock Straße
Die Gruppe hat die ID 40683536. Traufständige dreigeschossige Backsteinbauten unter ziegelgedecktem Satteldach mit teilweise aufwändiger Backsteinziersetzung und Terrakottaschmuckelementen. Erbaut 1926 (i) bis 1927 durch die „Gemeinnützige GmbH zur Schaffung von  Wohngelegenheiten für Reichsangehörige“ im Auftrag der Berliner Marineleitung.

| Lage                                                  | Bezeichnung      | Beschreibung | ID       | Bild |
| ----------------------------------------------------- | ---------------- | --- | -------- | ---- |
| Gorch-Fock-Straße 10 53° 52′ 20″ N, 8° 41′ 21″ O      | Mehrfamilienhaus | | 12086978 |      |
| Gorch-Fock-Straße 12 53° 52′ 20″ N, 8° 41′ 20″ O      | Mehrfamilienhaus | | 12086991 |      |
| Gorch-Fock-Straße 14 53° 52′ 20″ N, 8° 41′ 19″ O      | Mehrfamilienhaus | | 12087004 |      |
| Gorch-Fock-Straße 15 53° 52′ 18″ N, 8° 41′ 21″ O      | Mehrfamilienhaus | Dreigeschossiger Backsteinbau in Ecklage. Mit vorgezogenem staffelbekröntem Seitenrisalit an der Ostfassade, hier auch spitzbogige Öffnungen, ansonsten hochrechteckige.                                                                               | 12087017 |      |
| Gorch-Fock-Straße 17 53° 52′ 19″ N, 8° 41′ 21″ O      | Mehrfamilienhaus | | 2087030  |      |
| Gorch-Fock-Straße 19 53° 52′ 19″ N, 8° 41′ 20″ O      | Mehrfamilienhaus | | 12087043 |      |
| Gorch-Fock-Straße 21 53° 52′ 19″ N, 8° 41′ 19″ O      | Mehrfamilienhaus | | 12087056 |      |
| Hermann-Allmers-Straße 35 53° 52′ 21″ N, 8° 41′ 23″ O | Mehrfamilienhaus | Aus der Flucht zurückspringender traufständiger dreigeschossiger Backsteinbau unter Satteldach in Ziegeldeckung. Fassaden durch Horizontalgesimse in Backstein, die den Eingang sowie die beiden flankierenden Achsen vertikal einfassen, akzentuiert. | 12087069 |      |
| Hermann-Allmers-Straße 37 53° 52′ 21″ N, 8° 41′ 22″ O | Mehrfamilienhaus | | 12087082 |      |
| Hermann-Allmers-Straße 39 53° 52′ 20″ N, 8° 41′ 22″ O | Mehrfamilienhaus | Dreigeschossiger Backsteinbau in Ecklage. Mit vorgezogenem staffelbekröntem Seitenrisalit an der Ostfassade, hier auch spitzbogige Öffnungen, ansonsten hochrechteckige.                                                                               | 12087095 |      |

### Gruppe: Strandkuranlage
Die Gruppe „Strandkuranlage“ hat die ID 40683469.

| Lage                                            | Bezeichnung   | Beschreibung | ID       | Bild           |
| ----------------------------------------------- | ------------- | --- | -------- | -------------- |
| Steinmarner Seedeich 53° 53′ 26″ N, 8° 40′ 5″ O | Kurhaus       | Langgestreckter, zweigeschossiger Klinkerbau mit dünnschaligem Flachdach. Obergeschoss weitgehend verglast, im EG Gast-, Betriebs- und Umkleideräume. Fassaden in hellem Klinker. Erbaut nach einem 1953 erfolgten Architektenwettbewerb durch den Hamburger Architekten Walter Söhnker zwischen 1954 und 1955 als kurhausähnliches Gebäude („Strandhalle“) mit Restaurantpavillon zur Seeseite mit Panoramafenstern. Heute als „Strandhaus“ bezeichnet und betrieben. | 12088616 | Weitere Bilder |
| Steinmarner Seedeich 53° 53′ 26″ N, 8° 40′ 2″ O | Musikpavillon | Kurvig geschwungene, nach Südosten offene Betonarchitektur mit verglasten Seitenteilen. Gerundete Abschlusswand nach Nordwesten hell verklinkert; leicht ansteigendes Flachdach mit dünner Dachhaut. Errichtet 1955. | 12088252 |                |
| Steinmarner Seedeich 53° 53′ 26″ N, 8° 40′ 1″ O | Umkleideräume | Eingeschossiger langgestreckter Flachbau mit überstehendem in der Mitte eingeknicktem Betondach. Fassaden mit hellen Klinkern verkleidet, schlanke Eisenstützen. Erbaut 1955. | 12088678 | BW             |

### Gruppe: St. Gertrud Döse
Die Gruppe hat die ID 40683451. Ortskern von Steinmarne/Döse mit Kirchhof und altem Friedhof, 1814 errichtetem ehemaligen Schulgebäude und der St. Gertrudkirche, die 1880–86 neu erbaut wurde.

| Lage                                             | Bezeichnung  | Beschreibung | ID       | Bild           |
| ------------------------------------------------ | ------------ | --- | -------- | -------------- |
| Steinmarner Straße 53° 52′ 58″ N, 8° 40′ 20″ O   | Kirche       | Einschiffiger Backsteinbau mit Westturm und eingezogenem sechsseitig gebrochenem Chor, 1880–86 erbaut, der Entwurf stammte von Architekt Gustav Kirchenpauer (1847-1914), auffallend sind die Wimperge über den Schifffenstern, an denen sich auch die durchbrochene Dachstruktur orientiert. 1944 von Bomben zerstört. Das Schiff wurde 1953 instand gesetzt, der Turm von 1962 bis 1963 als schlichter freistehender Backsteinturm mit Schalllöchern im oberen Abschnitt und einem Pyramidendach. Im Inneren offener hölzerner Dachstuhl, zweigeschossiger Altarretabel, gestifte wahrscheinlich 1706. Kanzel trägt das Jahr 1641. Taufkessel aus Bronze stammt von 1573. Epitaph für den 1701 gestorbenen Peter Thiele in der Kirche. Ausstattung teilweise aus dem Vorgängerbau: Kanzel von 1641 (i), Engelfigur von 1666 (i), Pastorenbildnisse des 17. und 18. Jh. | 12086601 | Weitere Bilder |
| Steinmarner Straße 53° 52′ 57″ N, 8° 40′ 19″ O   | Friedhof     | Baumbestandener Kirchhof mit Grabsteinen aus Sandstein des 17. bis 19. Jh. um die Kirche, 1846 auf ein Grundstück an der südlich gegenüberliegenden Straßenseite ausgedehnt. Von den ortsansässigen Steinbildhauern H. und W. Hahl (Vater und Sohn) wurden die ab der Mitte bis zu den siebziger Jahren des 19. Jh. bearbeiteten Steine bevorzugt mit Symbolen ausgestattet, die sich auf den Beruf der Verstorbenen beziehen. | 12086173 |                |
| Steinmarner Straße 2 53° 52′ 59″ N, 8° 40′ 17″ O | Kantorschule | Giebelständiger schlichter eingeschossiger Backsteinbau unter reetgedecktem Krüppelwalmdach. Mittiger Eingang am Südgiebel, das Giebelfeld in Fachwerk mit Backsteinausfachung, Nordgiebel komplett in Fachwerk erhalten. Erbaut 1814, ab 1846 Wohnhaus. | 12086497 | Weitere Bilder |

### Einzelbaudenkmale
| Lage                                             | Bezeichnung          | Beschreibung | ID       | Bild           |
| ------------------------------------------------ | -------------------- | --- | -------- | -------------- |
| Beim Strandbad 53° 53′ 31″ N, 8° 41′ 14″ O       | Seezeichen Kugelbake | Wahrzeichen Cuxhavens, im Wappen der Stadt; Holzkonstruktion, geographischer Punkt am Elbebeginn. Festes Seezeichen in Holzkonstruktion, errichtet erstmals 1703; seitdem nachweisbar mehrmals erneuert. Nach Niederlegung 1870 in gleicher Form 1914 neu errichtet. Endgültige Form von 1924. | 12088538 | Weitere Bilder |
| Dohrmannstraße 9 53° 52′ 33″ N, 8° 41′ 28″ O     | Pension              | Zweigeschossiger Massivbau. Mit seitlichem Treppenhaus und übergiebeltem Eckrisalit, dieser besitzt zusätzlich im Obergeschoss einen Dreieckerker. Verputzte Fassaden, dabei reiche Putzornamentik, erhöhtes Kellergeschoss mit Scheinquaderung. Zum Teil noch farbig gefasste Fenster. Erbaut 1898. | 12088291 | BW             |
| Gorch-Fock-Straße 2 53° 52′ 18″ N, 8° 41′ 32″ O  | Wohnhaus             | Traufständiger eingeschossiger Backsteinbau mit ziegelgedecktem Mansarddach. Fassaden verputzt, mit mittigem Wintergartenvorbau und darüber liegendem Balkon und Zwerchgiebel. Erbaut um 1910 nach Entwurf des Architekten Richard Alberts. | 12089716 | BW             |
| Klaus-Groth-Straße 5 53° 52′ 32″ N, 8° 41′ 32″ O | Pension              | Zweigeschossiger Massivbau unter abgestuften Dächern mit Ausbauten. Mit seeseitigem Verandavorbau und reicher Putzornamentik. Erbaut 1898. | 12088304 |                |
| Predöhlstraße 1 53° 52′ 24″ N, 8° 41′ 37″ O      | Wohnhaus             | Zweigeschossiger Massivbau unter ziegelgedecktem Walmdach in Ecklage. Zum Strichweg mit einem risalitartig vorgezogenen Eingangsbau mit Veranda im Obergeschoss und Zierfachwerk im Giebel, darüber ein Satteldach. An der Ecke ein halbrunder zweigeschossiger Erker. Erbaut 1912. | 12089638 |                |
| Stickenbüttler Weg 2 53° 52′ 54″ N, 8° 40′ 21″ O | Schule               | Dreigeschossiger Backsteinbau in Form einer Dreiflügelanlage mit zwei kurzen Seitenflügeln zur Straße, unter ziegelgedeckten Satteldächern. Fassaden schlicht mit flachen Backsteinlisenen und einem markanten mittigen dreiseitig vortretenden Uhrenturm. Erbaut bis 1910 nach Entwurf von Architekt Richard Alberts nach reformpädagogischen Gesichtspunkten mit eigenen Räumen für den Zeichen-, den Physik- und Haushaltsunterricht sowie einem Turnhallenbau nach Südosten. Originale Fenster erhalten. Einweihung am 6. Dezember 1910. | 12088434 | BW             |
| Strichweg 20 53° 52′ 26″ N, 8° 41′ 35″ O         | Wohnhaus             | Zweigeschossiger Massivbau unter ziegelgedecktem Mansarddach in Ecklage. Mit dreigeschossigem Eckturm unter hohem Turmhelm und einem breiten straßenseitigen ebenfalls dreigeschossigen Risalit unter Satteldach, davor ein halbrunder Balkon auf ionisierenden Säulen. Fassaden verputzt, teilweise Zierfachwerk; mit Dachausbauten und Erkern. Erbaut 1910 nach Entwurf des Architekten Rudolph Glocke durch den Bauunternehmer H. Hein. | 12089651 |                |
| Strichweg 40a 53° 52′ 30″ N, 8° 41′ 25″ O        | St.-Petri-Kirche     | Saalkirche aus Backstein mit eingezogenem südlichem Chor und weit sichtbarem, schlankem Nordturm, die Wände durch große Maßwerkfenster und schräge, sich nach oben hin verjüngende Strebepfeiler gegliedert. Zur architektonischen Akzentuierung Putzfelder am Chorgiebel und am Turm. Im Inneren oberer Abschluss durch eine von Gurtbögen unterteilte Spitzbogentonne. Im Südosten anschließend der Konfirmanden- und Gemeindesaal und das Pfarrhaus als ein- und zweigeschossige Backsteinbauten, im Nordwesten das eingeschossige Küsterhaus. Erbaut 1909–11 im nahe kommenden gotischen Stil erbaut als Garnisonskirche mit Gemeindezentrum. | 12086614 | Weitere Bilder |
| Strichweg 49 53° 52′ 33″ N, 8° 41′ 25″ O         | Wohnhaus             | Zweigeschossiger Massivbau auf hohem Sockel, unter flachem Dach. Straßenseitig eine Art Seitenrisalit mit geschwungenem Giebel und zwei Balkonen. Fassaden verputzt und mit Stuckdekor. Auch im Inneren Stuckierungen erhalten. Erbaut 1911. | 12089561 | BW             |
| Strichweg 76/76A 53° 52′ 37″ N, 8° 41′ 13″ O     | Doppelwohnhaus       | Traufständiger zweigeschossiger Massivbau mit zwei Seitenrisaliten, unter Satteldächern. Unterkellert. Achsensymmetrischer Aufbau, dabei Fassaden in Backstein mit reicher Putzornamentik, Türen und Fenster original. Zwischen den beiden Seitenrisaliten sind zwei sich in einem Zwillingsbogen öffnende Veranden eingespannt, abgeschlossen von einer Balusterbrüstung (Balkon). Eingänge seitlich. Erbaut 1899/1900 vom Bauunternehmer B. F. Höpcke. Originale Einfriedung erhalten. | 12090833 |                |
| Strichweg 98 53° 52′ 41″ N, 8° 41′ 3″ O          | Wohnhaus             | Traufständiger zweigeschossiger Massivbau mit Mansarddach. Straßenseitig westlich ein dreigeschossiger Risalit. Unterkellert. Fassaden mit hellglasierten Klinkern und reicher Putzornamentik gestaltet. Zurückspringender Eingangsbereich an Ostseite der straßenseitigen Fassade, Türen und Fenster original erhalten. Erbaut 1903 für den Döser Schulheiß Franz Reuter. | 12090118 |                |
| Strichweg 171 53° 52′ 56″ N, 8° 40′ 36″ O        | Villa Ebel           | Freistehender zweigeschossiger Massivbau mit ausgebautem schiefergedecktem Mansarddach. Fassaden hell gefliest, Schmuck in Putzornamentik; asymmetrisch angelegter, dreigeschossiger Risalit in der straßenseitigen Fassade mit Balkon im Obergeschoss und abschließender Balustrade. Fenster und Türen original erhalten. Erbaut 1904 (i) nach Entwurf des Bremer Architekten Rudolf Jacobs für den Hamburger Kaufmann Hermann Ebel. | 12088756 | Weitere Bilder |

## Duhnen

### Einzelbaudenkmale
| Lage                                             | Bezeichnung | Beschreibung | ID       | Bild |
| ------------------------------------------------ | ----------- | --- | -------- | ---- |
| Cuxhavener Straße 103 53° 53′ 6″ N, 8° 38′ 34″ O | Hotel       | Dreigeschossiger verputzter Massivbau von 1907, Straßenfassade durch zwei unterschiedlich vorgezogenene Risalite gerahmt; mehrere Balkone; florale Jugendstilelemente als Bauschmuck. Erbaut durch den Cuxhavener Bauunternehmer und Architekt Johann Heinrich Rudolph Glocke, Hotel am Meer | 12086458 |      |
| Rugenbargsweg 7 53° 53′ 1″ N, 8° 38′ 27″ O       | Schule      | Traufständiger zweigeschossiger Backsteinbau unter ziegelgedecktem Walmdach. Straßenseitig ein außermittiger Eingangsrisalit unter Dreiecksgiebel. Erbaut 1914/15, eingeweiht am 13. April 1915.                                                                                             | 12088447 | BW   |
| 53° 53′ 10″ N, 8° 38′ 27″ O                      | Deich       | Rechter Weserdeich | 46368571 | BW   |

## Franzenburg

### Einzelbaudenkmale
| Lage                                                 | Bezeichnung | Beschreibung | ID       | Bild           |
| ---------------------------------------------------- | ----------- | --- | -------- | -------------- |
| Lüdingworther Straße 135 53° 48′ 55″ N, 8° 40′ 51″ O | Torhaus     | Domäne von 1591/1593. Zwanzig Meter langer anderthalbgeschossiger Backsteinbau unter Halbwalmdach in Pfannendeckung. Mit mittig an den Traufseiten angeordneten runden Torbögen, hier eine Durchfahrt, welche von einem oktogonalen hölzernen Dachreiter mit Zeltdach in Holzschindelbehang überragt wird, über den Torbögen erhebt sich zudem jeweils ein Zwerchhaus mit Steilgiebel. Alle Giebelschrägen sind in einer keilförmig einbindenen Dreiecksmauerung ausgeführt. Erbaut als Torhaus der ehemaligen Domäne Franzenburg 1786 (i). | 12088653 | Weitere Bilder |
| Wohlsenstraße 53° 48′ 57″ N, 8° 40′ 31″ O            | Schanze     | | 12088395 |                |

## Groden

### Gruppe: St. Abundus Groden
Die Gruppe hat die ID 40683417. Kirchhof mit im Kern frühgotischer Feldsteinkirche und dem Friedhof mit zum Teil alten Grabsteinen.

| Lage                                                | Bezeichnung | Beschreibung | ID       | Bild           |
| --------------------------------------------------- | ----------- | --- | -------- | -------------- |
| Bei der Grodener Kirche 53° 50′ 27″ N, 8° 43′ 38″ O | Kirche      | Langgestreckte rechteckige Saalkirche aus Feldsteinen, im Kern vom Beginn des 13. Jh., unter ziegelgedecktem Satteldach. Westturm mit geschweifter Haube und Laternenaufsatz mit Metalldeckung 1785 (a) ergänzt, polygonaler Chor unter ziegelgedecktem Walmdach von 1868, gleichzeitig Erhöhung der Schiffswände und Veränderung der Fenster. Im Inneren zweigeschossiges Altarretabel von 1686/87, davor Kniebänke der Zeit um 1700. Polygonaler Kanzelkorb von 1688 (i), mehrere Epitaphe, Votivgemälde und Pastorenbilder des 17. bis 19. Jh. | 12090703 | Weitere Bilder |
| Bei der Grodener Kirche 53° 50′ 25″ N, 8° 43′ 37″ O | Kirchhof    | Kirchhof mit Friedhofsanlage, im älteren Teil mit Grabsteinen des 17. bis 19. Jahrhunderts. | 12086705 | Weitere Bilder |

### Einzelbaudenkmale
| Lage                                      | Bezeichnung | Beschreibung | ID       | Bild |
| ----------------------------------------- | ----------- | --- | -------- | ---- |
| Papenstraße 4 53° 50′ 31″ N, 8° 43′ 46″ O | Schulhaus   | Traufständiger zweigeschossiger langgestreckter Backsteinbau in der Papenstraße unter ziegelgedecktem Walmdach. Hauptfassade zur Nordseite, hier mittig ein vorgezogener Risalit mit Mansarddach in Ziegeldeckung und rundbogigem Eingang. Öffnungen ansonsten hochrechteckig. Backsteinsichtige Fassaden durch Lisenen gegliedert. Erbaut nach Plänen des Architekten Achmet Steinmetz 1911–12, eingeweiht am 30.11.1912. Lehrer-Wohnhaus schließt sich im Westen an; mit aufwändig in Fachwerk gestaltetem Giebeldreieck. | 12088525 |      |

## Lüdingworth

### Gruppe: St. Jacobi Lüdingworth
Die Gruppe hat die ID 40683366. Flache Wurt, darauf im Kern romanische Kirche auf ehemaligem Kirchhof mit altem Baumbestand, der im Norden und Westen durch Backsteinmauer eingefriedet ist. Vor Nordseite der Kirche ein alter Grabstein; weitere Grabplatten sind an den Fassaden, insbesondere an der Südfassade des Turms, angebracht.

| Lage                                     | Bezeichnung | Beschreibung | ID       | Bild           |
| ---------------------------------------- | ----------- | --- | -------- | -------------- |
| Jacobistraße 53° 47′ 57″ N, 8° 45′ 31″ O | Kirche      | Die evangelische romanische Feldsteinkirche stammt aus der Zeit um 1200, der Chor ist um 1520 beziehungsweise um 1609, Turm um 1520 erneuert. Im Inneren befindet sich eine Orgel von 1683 von Arp Schnitger, ein Barockaltar von 1665, eine Kanzel aus dem 17. Jh, ein Taufkessel aus dem 14. Jh. und Epitaphien aus 17. und 18. Jh. | 12086588 | Weitere Bilder |
| Jacobistraße 53° 47′ 57″ N, 8° 45′ 30″ O | Kirchhof    | Die Kirche umgebende Grünfläche mit altem Baumbestand und Einfriedungsmauer nach Norden und Westen. Wenige alte Grabsteine erhalten. | 52632541 | BW             |
| Jacobistraße 53° 47′ 57″ N, 8° 45′ 29″ O | Grabstein   | Sandsteinpfeiler, auf zwei Seiten Inschriften mit Flachrelief. Datiert „1847“. | 12086367 |                |

### Gruppe: Friedhofsanlage Schichtgrube
Die Gruppe „Friedhofsanlage Schichtgrube“ hat die ID 40683384.

| Lage                                    | Bezeichnung     | Beschreibung                                  | ID       | Bild |
| --------------------------------------- | --------------- | --------------------------------------------- | -------- | ---- |
| Schichtgrube 53° 48′ 4″ N, 8° 45′ 35″ O | Friedhofsanlage | Grabsteine aus der zweiten Hälfte des 19. Jh. | 12086199 | BW   |

### Einzelbaudenkmale
| Lage                                        | Bezeichnung               | Beschreibung | ID       | Bild           |
| ------------------------------------------- | ------------------------- | --- | -------- | -------------- |
| Osterende 5 53° 47′ 50″ N, 8° 46′ 6″ O      | Wohn-/ Wirtschaftsgebäude | Traufständiger Zweiständerbau in Fachwerk mit Backsteinausfachung, unter reetgedecktem Satteldach. Errichtet in der ersten Hälfte des 19. Jh. | 12090638 | BW             |
| Osterende 70 53° 47′ 7″ N, 8° 49′ 45″ O     | Wohn-/ Wirtschaftsgebäude | Traufständiges Zweiständer-Hallenhaus in Fachwerk mit Backsteinausfachung, unter reetgedecktem Satteldach. Errichtet 1747 (i), Wirtschaftsgiebel im 19. Jh. massiv in Backstein erneuert. Großer Fachwerk-Wohnteil mit angefügtem, unterkellertem Quertrakt unter eigenem reetgedeckten Satteldach, Steilgiebel auf profilierten Knaggen vorkragend, Gefache mit holländischen Dreiecken ausgemauert, bauzeitliche Kreuzpfostenfenster erhalten; im Inneren bauzeitliche Malereien, bestehend aus sechs Ornamentfeldern mit Bandelwerk und allegorischen Darstellungen der Jahreszeiten überkommen. | 12090651 | BW             |
| Osterende 84 53° 47′ 3″ N, 8° 50′ 10″ O     | Klosterhof                | | 12086731 | BW             |
| Scheidungsweg 8 53° 47′ 42″ N, 8° 48′ 20″ O | Mühle                     | Turmwindmühle von 1902, Jalousieflügel durch Segelgatterflügel ersetzt, heute Windmühle Betty als Ferienwohnung. Zweigeschossiger Mühlenkörper aus Backstein, verputzt, mit Kappe, Mahlwerke erhalten | 12088847 | Weitere Bilder |

## Stickenbüttel

### Gruppe: Zentralfriedhof Brockeswalde
Die Gruppe hat die ID 40683348. Cuxhaven erwarb um 1913 südlich des Brockeswaldes ein Gelände von 11 ha Größe, um einen städtischen Friedhof anzulegen, ab 1926 wurde das Gelände nach Plänen des Stadtbaurates Jung und nach dem Vorbild des Friedhofs Ohlsdorf in Hamburg angelegt und 1931 eingeweiht. Der Friedhof  mit gärtnerischen Anlagen der frühen 1930er Jahre, einer Trauerhalle mit Krematorium und einem Verwalterhaus sowie Wegen und einer Zufahrtsallee besitzt zudem zahlreiche Ehrenmale, 1970 wurde er jenseits der Straße Am Brockeswalder Friedhof erweitert.

| Lage                                              | Bezeichnung   | Beschreibung | ID       | Bild           |
| ------------------------------------------------- | ------------- | --- | -------- | -------------- |
| Sahlenburger Chaussee 53° 51′ 51″ N, 8° 38′ 52″ O | Trauerhalle   | Rechteckiger flachgedeckter Backsteinbau mit einer umlaufenden Vorhalle auf schlichten Backsteinpfeilern; Belichtung durch hochsitzende Fenster, Fassungsvermögen 160 Trauergäste. Erbaut 1930 nach Entwurf von Stadtbaurat Jung, eingeweiht am 27.11.1931. Das gleichzeitig errichtete Krematorium schließt sich ebenfalls als Backsteinbau nördlich an die Halle an. | 12086510 |                |
| Sahlenburger Chaussee 53° 51′ 47″ N, 8° 38′ 54″ O | Friedhof      | Waldfriedhof mit gärtnerischen Anlagen der frühen 1930er Jahre. Eingeweiht 1931. | 12088821 | Weitere Bilder |
| Sahlenburger Chaussee 53° 51′ 50″ N, 8° 39′ 6″ O  | Verwalterhaus | Eingeschossiger Backsteinbau mit ziegelgedecktem Walmdach. Erbaut als Pförtner- und Verwalterhaus des Friedhofs um 1930. | 41032239 | BW             |

### Einzelbaudenkmale
| Lage                                                  | Bezeichnung               | Beschreibung | ID       | Bild           |
| ----------------------------------------------------- | ------------------------- | --- | -------- | -------------- |
| Südostrand des Brockeswald 53° 51′ 55″ N, 8° 39′ 8″ O | Friedhof                  | Seit 1754 Beerdigung der Toten in Brockeswalde, in einem Waldstück in einiger Entfernung vom Flecken Ritzenbüttel. 1797 Antrag, das Gelände einfrieden zu dürfen. 1818 wird Friedhof auf 865 m² erweitert und mit Graben und Wall umgeben. Gesamtbelegung ca. 150 bis 200 Bestattungen. Anlage auf rechteckigem Grundriss, von niedrigem Erdwall und Jägerzaun eingefasst. Erhalten sind 61 Grabsteine, überwiegend aus dem 19. Jh. (Stand 2005). Die ältesten Grabstelen stammen von 1802 und 1805. | 12086147 | Weitere Bilder |
| Dorfstraße 77 53° 52′ 28″ N, 8° 39′ 16″ O             | Wohn-/ Wirtschaftsgebäude | Traufständiges Zweiständer-Hallenhaus in Backstein mit Satteldach. Wirtschaftsgiebel mit segmentbogigen Öffnungen. Erbaut um 1860. | 12090586 | BW             |

## Ehemalige Baudenkmale
| Lage                                              | Bezeichnung | Beschreibung | ID | Bild |
| ------------------------------------------------- | ----------- | --- | -- | ---- |
| Lüdingworther Straße 13 53° 48′ 1″ N, 8° 45′ 9″ O | Wohnhaus    | 2009 abgerissenes Fachwerkgebäude in Zweiständerbauweise von 1748 des Ehepaars Hartwig und Margaretha Rebecca von Sethen, auch als Wackermannsches Haus bekannt |    | BW   |
| Hinter der Kirche 19 53° 53′ 3″ N, 8° 40′ 17″ O   | Wohnhaus    | |    | BW   |
| Pastoratsweg 10 53° 53′ 2″ N, 8° 40′ 18″ O        | Wohnhaus    | Fachwerkhaus mit Reetdach vom Beginn des 19. Jahrhunderts wurde zu Gunsten neuer Wohnhäuser abgerissen                                                          |    | BW   |
| Steinmarner Straße 3 53° 52′ 55″ N, 8° 40′ 21″ O  | Pension     | |    | BW   |